# Ouzo

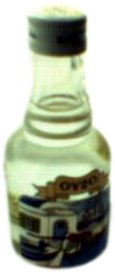
Garrafa de Uzo

Uzo (em grego: ούζο), também conhecido pela grafia ouzo, é uma bebida alcoólica grega feita com base no anis. É transparente e incolor, mas fica com aspeto leitoso quando é misturada com gelo ou água. Ela é, e certa forma, aparentada com outras bebidas que também usam o anis, como a anisete, o arak ou araque (Jordânia, Síria, Libano, Iraque, Israel), o Raki (Turquia) e a Sambuca (Itália).
Tradicionalmente é servida com meze. Tem uma graduação alcoólica entre os 37º e os 50º.
Constitui uma denominação de origem protegida, de acordo com as normas da União Europeia.